# Jealous of the Birds
Jealous of the Birds is een Amerikaans-Duits-Poolse documentaire uit 2011, geregisseerd en geproduceerd door Jordan Bahat.

## Inhoud
De documentaire biedt nieuwe verhalen van een kleine gemeenschap van ongeveer 15.000 overlevenden die na de bevrijding van de Holocaust in Duitsland bleven.

## Release
De film ging in première op 14 augustus 2011 op het Rhode Island International Film Festival.